# 費爾維尤鎮區 (阿勒馬基縣)
费尔维尤鎮區（Fairview Township），美国艾奥瓦州阿勒马基县的一个鎮區，总面积66.21平方公里，总人口240（2010年美国人口普查）。该鎮區无建制居民点。